# Star Trek: Discovery
Star Trek: Enterprise Star Trek: Picard
Star Trek: Discovery est une série télévisée américaine de science-fiction créée par Bryan Fuller et Alex Kurtzman et diffusée entre le 24 septembre 2017 et le 30 mai 2024 sur CBS puis Paramount+. C'est la 6e série en prise de vue réelle de l'univers Star Trek, la précédente, Star Trek: Enterprise, ayant cessé sa diffusion en 2005. Elle se passe une dizaine d'années avant la série originale et introduit de nouveaux personnages, qui ne sont pas liés aux films de J. J. Abrams et Justin Lin.
Un film spin-off, Star Trek: Section 31, est sorti en janvier 2025 sur Paramount+.

## Série télévisée
Star Trek: Discovery est une série télévisée américaine de science-fiction créée par Bryan Fuller et Alex Kurtzman

## Synopsis
Chaque saison de la série développe au fil des épisodes une aventure de fond différente.
Dans la première saison, l'Empire Klingon refait surface après un siècle de silence. Déterminés à réunifier leurs clans, ils déclarent la guerre à la Fédération des planètes unies. L'héroïne de la série, Michael Burnham, officier de Starfleet, se retrouve au centre du conflit. Cette humaine a été élevée comme une Vulcaine. Elle a appris très tôt que "toute vie naît du chaos". Mais sa défiance à l'égard de la hiérarchie aboutit à sa disgrâce, à l'issue de la première bataille. Une cour martiale la condamne pour rébellion à la prison à perpétuité. C'est alors que le capitaine Gabriel Lorca la recrute à bord de l'USS Discovery, un vaisseau équipé d'un mode de propulsion expérimentale, le plus rapide de la Fédération.
Dans la seconde saison, le Discovery, commandé par Christopher Pike, a pour mission de découvrir la nature de sept signes rouges qui apparaissent un peu partout dans la galaxie. Ces signaux semblent liés à une entité inconnue, « l'Ange Rouge ». Il s'avère que le premier à avoir été en contact avec ce mystérieux voyageur spatio-temporel fut un jeune enfant, le frère adoptif de Michael Burnham, Spock devenu entre-temps et à la suite de sa sœur un jeune officier de Starfleet. Dans leurs recherches, l'équipage doit collaborer avec la Section 31, organe des services secrets de la Fédération.
Dans la troisième saison, Michael effectue un saut temporel de 930 ans dans le futur, sans retour possible. La galaxie n'est plus sous la protection de Starfleet qui a perdu la majeure partie de ses vaisseaux 119 ans auparavant. Un an plus tard, le Discovery arrive à son tour. Dès lors, l'équipage participe à la restauration d'une grande Fédération.

## Distribution

### Acteurs principaux
- Sonequa Martin-Green (VF : Olivia Luccioni) : commandeur, puis capitaine Michael Burnham[note 1],[3]
- Doug Jones (VF : Jean-Pol Brissart) : commandeur Saru, commandant en second puis capitaine du Discovery
- Anthony Rapp (VF : Vincent Ropion) : lieutenant, puis lieutenant-commandeur Paul Stamets, ingénieur en chef du Discovery
- Mary Wiseman (VF : Edwige Lemoine) : cadet, puis enseigne puis lieutenant Sylvia Tilly, ingénieure du Discovery
- Wilson Cruz (VF : Jérôme Berthoud) : Dr Hugh Culber, médecin de bord et conseiller du Discovery[4],[5] (récurrent saison 1, principal depuis la saison 2)
- David Ajala (en) (VF : Namakan Koné) : Cleveland « Book » Booker V (depuis la saison 3)
- Tig Notaro (VF : Véronique Augereau) : Commandeur Jet Reno, ingénieur en chef de l'USS Hiawatha puis ingénieur de l'USS Discovery (récurrente saisons 2 et 3, principal saison 4)
- Blu del Barrio (VF : Clara Soares) : enseigne Adira Tal (récurrente saison 3, principal saison 4)
- Jason Isaacs (VF : Bernard Gabay) : capitaine Gabriel Lorca, commandant du Discovery[3] (saison 1)
- Anson Mount (VF : Laurent Mantel) : capitaine Christopher Pike, commandant de l'Enterprise, puis du Discovery[note 2] (saison 2)[6].
- Shazad Latif (VF : Benjamin Pascal) : lieutenant, puis commandeur Ash Tyler[7],[8], Voq (sous l'identité de Javid Iqbal) (saisons 1 et 2)
- Rachael Ancheril (VF : Olivia Nicosia) : commandeur Nahn, cheffe de la sécurité (récurrente saison 2, principal saison 3)

### Acteurs récurrents
Introduits lors de la première saison :
- Emily Coutts (VF : Maëlle Genet) : lieutenant Keyla Detmer, timonier de l'USS Discovery
- Rekha Sharma (VF : Géraldine Asselin) : commandeur Ellen Landry, chef de la sécurité de l'USS Discovery (saisons 1)
- Hannah Cheesman (VF : Sophie Baranes) : lieutenant-commandeur Airiam, officier de la propulsion sporique de l'USS Discovery (saisons 1 et 2)
- Oyin Oladejo (VF : Agnès Cirasse) : lieutenant Joann Owosekun, officier des opérations de l'USS Discovery
- Ronnie Rowe (VF : Baptiste Marc) : lieutenant Ronald Altman Bryce, officier des communications de l'USS Discovery
- Patrick Kwok-Choon (VF : Jérémy Bardeau) : lieutenant Gen Rhys, officier tactique de l'USS Discovery
- Raven Dauda (VF : Marie-Eve Dufresne) : Dr Tracy Pollard, médecin de l'USS Discovery
- Michelle Yeoh (VF : Ivana Coppola) : Capitaine Philippa Georgiou, commandante de l'USS Shenzhou[3]
- James Frain (VF : Pierre Tessier) : Sarek, ambassadeur des Vulcains auprès de la Fédération et père de Spock et de Michael Burnham (saisons 1 et 2)
- Mia Kirshner (VF : Caroline Victoria) : Amanda Grayson (saisons 1 et 2)
- Jayne Brook (VF : Julie Léger) : vice-amirale Katrina Cornwell (saisons 1 et 2)
- Mary Chieffo (VF : Patricia Piazza) : L'Rell (saison 1, invitée saison 2)
- Kenneth Mitchell (VF : Jean-Bernard Guillard) : Général Kol (saison 1)
- Conrad Coates (en) (VF : Eilias Changuel) : Amiral Terral (saison 1)
- Riley Gilchrist (VF : Guy Vouillot) : Amiral Shukar (saisons 1 et 2)
- Rainn Wilson (VF : Bruno Magne) : Harry Fenton Mudd[note 3] (saison 1)
- Terry Serpico (VF : Renaud Marx) : Amiral Brett Anderson (saison 1)
- Sam Vartholomeos (VF : Sébastien Boju) : Enseigne Danby Connor, officier des opérations du Shenzhou (saison 1)
- Romaine Waite (VF : Yves Letzelter) : Lieutenant Troy Januzzi, officier des communications du Shenzou (saison 1)
- Ali Momen (VF : François Bergeron) : Lieutenant Kamran Gant, officier tactique du Shenzou (saisons 1 et 2)
- Chris Obi (VF : Jean-Michel Martial) : T'Kuvma, chef fanatique Klingon (saison 1)

Introduits lors de la deuxième saison :
- Bahia Watson (VF : Catherine Desplaces) : Officier May Ahearn (saison 2)
- Ethan Peck (VF : Sylvain Agaësse): Lieutenant Spock, officier scientifique de l'USS Enterprise (saison 2)
- Alan Van Sprang (VF : Tony Joudrier) : Capitaine Leland, agent de la Section 31 (saison 2)
- Sonja Sohn (VF : Pascal Vital) : Gabrielle Burnham, mère de Michael Burnham (saison 2, invitée saisons 3 et 4)
- Rebecca Romijn (VF : Vanina Pradier) : Numéro Un (en)[note 4] (saison 2)
- Sara Mitich : Lieutenant Nilsson, officier de la propulsion sporique de l'USS Discovery (depuis la saison 3, invitée saison 2)
- Yadira Guevara-Prip (VF : Léopoldine Serre) : reine Me Hani Ika Hali Ka Po (saison 2)

Introduits lors de la troisième saison :
- Ian Alexander (VF : Jonathan Gimbord) : Gray Tal
- Oded Fehr (VF : Mathieu Buscatto) : Amiral de la Flotte Charles Vance, Commandant en Chef de Starfleet
- Bill Irwin : Su'Kal (saison 3 et 4)
- Tara Rosling (VF : Blanche Ravalec) : T'Rina, présidente de Ni'Var
- Vanessa Jackson : Lieutenant Audrey Willa, cheffe de la sécurité du QG de Starfleet (saisons 3 et 4)
- David Cronenberg (VF : Philippe Ariotti) : Dr Kovich
- Janet Kidder (VF : Stéphanie Hédin) : Ministre Osyraa, cheffe de la Chaîne d’Émeraude (saison 3)
- Annabelle Wallis (VF : Laurence Mongeaud) : Zora, ordinateur de bord de l'USS Discovery (voix)
- Adil Hussain : Officier, puis Lieutenant Aditya Sahil (saison 3)

Introduits lors de la quatrième saison :
- Chelah Horsdal (VF : Laurence Breheret) : Laira Rillak, présidente de la Fédération des Planètes Unies
- Shawn Doyle (VF : Philippe Valmont) : Dr Ruon Tarka (saison 4)

Introduits lord de la cinquième saison:
- Callum Keith Rennie : commandeur Reyner, commandant en second du Discovery
- Eve Harlow : Malinne Ravelle, dit "Moll", épouse de L'ak
- Elias Toufexis : L'ak, héritier présomptif du trône impérial Breen
- Tony Nappo : Primarque Ruhn, chef suprême de la sixième flotte Breen (saison 5)

- Version française
- Société de doublage : Libra Films[9],[10]
- Adaptation française : Anne Estève, Lionel Deschoux & Franco Quaglia[10]
- Consultant dialogues : Paul-Hervé Berrebi[10]
- Direction artistique : Philippe Blanc (saison 1)[10], Martin Brieuc (saison 2)[10]

 Source et légende : version française (VF) sur RS Doublage et Doublage Séries Database

## Production

### Développement
Le 2 novembre 2015, CBS annonce la création d'une nouvelle série Star Trek, diffusée à la télévision en janvier 2017, dans le sillage de la série originale qui fêtera son 50e anniversaire en 2016,. C'est la première reprise de la série depuis Star Trek: Enterprise en 2005.
Alex Kurtzman, coscénariste des films Star Trek et Star Trek Into Darkness, et Heather Kadin seront producteurs exécutifs de la série, la première à être développée spécifiquement pour CBS All Access. Nicholas Meyer, réalisateur et scénariste des films Star Trek II : La Colère de Khan (1982) Star Trek VI : Terre inconnue (1991) et scénariste de Star Trek IV : Retour sur Terre (1986), officie cette fois comme producteur-consultant et a participé à l'écriture de quelques épisodes.
Initialement, elle devait être diffusée aux États-Unis sur le service de vidéo à la demande CBS All Access en janvier 2017. Cette date a été revue et le lancement de la série a débuté le 24 septembre 2017 sur le réseau CBS.
Le 18 mai 2017, à la suite de la sortie de la première bande annonce de la série, CBS annonce que la série aura quinze épisodes au lieu de treize prévus initialement et qu'elle débutera sa diffusion à l'automne de la même année.
Après la diffusion de ses six premiers épisodes le 23 octobre 2017, CBS renouvelle la série pour une deuxième saison,.
Le 7 octobre 2018, CBS annonce la diffusion de la deuxième saison pour le 17 janvier 2019,.
Après la diffusion de ses six premiers épisodes de la deuxième saison le 27 février 2019, CBS renouvelle la série pour une troisième saison, avec la productrice et scénariste Michelle Paradise devenant co-auteur-producteur au côté d'Alex Kurtzman.
La série est renouvelée pour une quatrième saison sur Paramount+ en janvier 2021. L'information avait été relayée le 16 octobre 2020 sur Deadline.
La série est renouvelée pour une cinquième saison[réf. souhaitée] prévue en 2024.

### Attribution des rôles
Le 23 novembre 2016, le scénariste et producteur-consultant Nicholas Meyer annonce la présence dans la distribution de Michelle Yeoh dans un rôle inconnu.
L'acteur Jason Isaacs a été choisi pour le rôle du capitaine du vaisseau . En août 2018, Ethan Peck est annoncé dans le rôle de Spock.

### Tournage
La série est tournée aux studios Pinewood de Toronto depuis le mois de février 2017.

## Diffusion
Le lancement de la série a débuté le 24 septembre 2017 sur le réseau CBS, les épisodes suivants étant diffusés aux États-Unis sur son service de vidéo à la demande CBS All Access. CBS Studios International a attribué les droits de télédiffusion à Bell Media au Canada ainsi qu'à Netflix pour 188 autres pays (dont la France).
Au Canada, le premier épisode a été diffusé simultanément avec la diffusion américaine sur le réseau CTV et Space (en anglais) et sur Z, (en français). Les épisodes suivants sont présentés sur la chaîne spécialisée Space et Z, ainsi que sur le service de vidéo à la demande CraveTV.
Dans les autres pays, Netflix rend les épisodes disponibles en vidéo à la demande 24 heures après leur première diffusion aux États-Unis.
Le 16 novembre 2021, CBS annonce dans un communiqué que la série ne sera plus proposée à l'international par Netflix mais exclusivement par sa plateforme de streaming Paramount+. En attendant la sortie de cette plateforme à l'international, la série est diffusée gratuitement sur Pluto TV dans plusieurs pays européen dont la France,, en version française et diffusion linéaire uniquement. La saison est également disponible à l'achat en VOD sur plusieurs plateformes.

## Épisodes
Les titres en français sont ceux fournis par Netflix sur le site officiel de la série.

### Première saison (2017-2018)
1. Des salutations vulcaines (The Vulcan Hello)
2. Bataille aux étoiles binaires (Battle at the Binary Stars)
3. Le Contexte est pour les rois (Context is for Kings)
4. Le Couteau du boucher ne se soucie pas du cri de l'agneau (The Butcher's Knife Cares Not for the Lamb's Cry)
5. Choisissez votre douleur (Choose Your Pain)
6. Léthé (Lethe)
7. Troubler l'esprit des sages (Magic to Make the Sanest Man Go Mad)
8. Si Vis Pacem, Para Bellum (Si Vis Pacem, Para Bellum)
9. Je m'enfonce dans la forêt (Into the Forest I Go)
10. Malgré soi (Despite Yourself)
11. Le Loup de feu (The Wolf Inside)
12. Une ambition démesurée (Vaulting Ambition)
13. Le Passé n'est qu'un prologue (What's Past is Prologue)
14. La Guerre, rien que la guerre (The War Without, The War Within)
15. Le Luxe des principes moraux (Will You Take My Hand?)

### Deuxième saison (2019)
Elle a été mise en ligne hebdomadairement à partir du 17 janvier 2019 sur CBS All Access.
1. Frère (Brother)
2. Nouvel Eden (New Eden)
3. Les Signaux lumineux (Point of Light)
4. Une obole pour Charon (An Obol for Charon)
5. Les Saints de l'imperfection (Saints of Imperfection)
6. Le Bruit du tonnerre (The Sounds of Thunder)
7. Ombres et lumière (Light and Shadows)
8. Le Pouvoir de la mémoire (If Memory Serves)
9. Projet Dédale (Project Daedalus)
10. L'Ange rouge (The Red Angel)
11. Infini perpétuel (Perpetual Infinity)
12. À travers la Vallée des ombres (Through the Valley of Shadows)
13. Une si douce peine (Such Sweet Sorrow)
14. Une si douce peine, 2e partie (Such Sweet Sorrow Part 2)

### Troisième saison (2020-2021)
Le 27 juillet 2020, CBS annonce que les premiers épisodes seront disponibles sur sa plateforme CBS All Access le 15 octobre 2020. Le lendemain Netflix précise une mise à disposition à partir du 16.
1. Cet espoir, c'est vous - 1re partie (That Hope Is You, Part 1)
2. Loin de chez nous (Far From Home)
3. Les Habitants de la Terre (People of Earth)
4. Ne m'oublie pas (Forget Me Not)
5. Mourir en essayant (Die Trying)
6. Charognards (Scavengers)
7. Unification III (Unification III)
8. Le Sanctuaire (The Sanctuary)
9. Terra Firma, 1re partie (Terra Firma, Part 1)
10. Terra Firma, 2e partie (Terra Firma, Part 2)
11. Su'kal (Su'kal)
12. Il y a une marée… (The Good of the People)
13. Cet espoir, c'est vous - 2e partie (That Hope Is You, Part 2)

### Quatrième saison (2021)
Elle est mise en ligne hebdomadairement depuis le 18 novembre 2021 sur le service Paramount+. À la suite de la récupération totale des droits de diffusion internationale par le groupe CBSViacom en novembre 2021, la saison est diffusée à partir du 26 novembre 2021 sur Pluto TV en France. La deuxième partie de la saison, à partir de l'épisode 8 est diffusée à compter du 11 février 2022.
1. Kobayashi Maru (Kobayashi Maru)
2. L'Anomalie (Anomaly)
3. Choisis la vie / Choisis de vivre (Choose to Live)
4. Tout est possible (All Is Possible)
5. Les Exemples (The Examples)
6. Tourmente (Stormy Weather)
7. …pour se connecter (…But to Connect)
8. Le Tout pour le tout (All in)
9. Rubicon (Rubicon)
10. Barrière galactique (The Galactic Barrier)
11. Pierre de Rosette (Rosetta)
12. L'Espèce Dix-C (Species Ten-C)
13. Retour au bercail (Coming Home)

Source des titres en français
Source des titres en français, (Canada)

### Cinquième saison (2024)
1. Directive Rouge (Red Directive)
2. À l'ombre des Lunes jumelles (Under the Twin Moons)
3. Jinaal (Jinaal)
4. Face à l'étrange (Face the Strange)
5. Jeu de miroirs (Mirrors)
6. Siffler dans la tempête (Whistlespeak)
7. Un Erigah (Erigah)
8. Labyrinthes (Labyrinths)
9. Le point de Lagrange (Lagrange Point)
10. La vie elle-même (Life, Itself)

## Séries dérivées et émissions

### Short Treks
Star Trek: Short Treks est une série dérivée anthologie de quatre mini-épisodes diffusée d'octobre 2018 jusqu'à janvier 2019, quelques semaines avant le lancement de la deuxième saison. Elle explore le passé de certains personnages comme Saru, ou présente des histoires indépendantes. Deux nouveaux épisodes, voire plus, seront diffusés après la conclusion de la deuxième saison de Discovery et seront animés cette fois.
Elle est aussi diffusée sur CBS All Access aux États-Unis et sur Netflix dans le reste du monde, dans la section « Bandes-annonces et plus ».

### Section 31
Une deuxième série dérivée était également en développement, sur le personnage de Philippa Georgiou (Michelle Yeoh) évoluant dans la Section 31, branche des opérations clandestines de Starfleet,. La production devrait commencer après celle de la troisième saison de Discovery.
Il s'agit finalement d'un téléfilm, Star Trek: Section 31, dont la diffusion est prévue courant 2025.

### After Trek
After Trek (en) est une émission présentée par Matt Mira (en) sur CBS All Access juste après la diffusion d'un épisode de la première saison de Discovery. Elle invite des acteurs et membres de l'équipe de production de la série pour discuter de l'épisode venant d'être diffusé. Elle est également disponible sur Netflix à l'international,.
Pour la deuxième saison, After Trek est remplacée par une émission en direct sur Facebook Watch pendant la diffusion d'un épisode, sous le titre The Ready Room, et présentée par Naomi Kyle, depuis les pages Facebook officielles de la saga Star Trek et CBS All Access.

### Strange New Worlds
Après son départ de la seconde saison de Discovery, Anson Mount a confirmé son envie de conserver son rôle de Christopher Pike. Un nouveau spin-off est annoncé en mai 2020 par CBS. Anson Mount, Ethan Peck et Rebecca Romijn reprennent leur rôle respectif de Pike, Spock et Numéro Un.

## Distinctions
- Saturn Awards 2019 : Meilleure série de science fiction, action et fantasy en streaming